# Ukyo Katayama
Ukyo Katayama (Japans: 片山 右京, Katayama Ukyō) (Tokio, 29 mei 1963) is een voormalig Japans autocoureur. Hij maakte zijn Formule 1-debuut in 1992 bij Larrousse en nam deel aan 97 Grands Prix. Hij scoorde vijf punten.
Hij racete voor het eerst in Europa in 1986, maar ging toch terug naar Japan, waar hij in 1991 het Japanse Formule 3000-kampioenschap won.
Dankzij zijn sponsors kon hij in 1992 voor Larrousse gaan rijden. De auto was echter onbetrouwbaar en verder dan de middenmoot kwam het team niet. Zijn teammaat Bertrand Gachot kreeg daarnaast ook de meeste aandacht van het team. Katayama reed wel een tijdje op een prima vijfde plaats in de Grand Prix van Canada⁣, maar viel uit met motorpech. Daarnaast botste hij ook twee keer met Gachot.
In 1993 kon hij voor Tyrrell gaan rijden, maar het team stond er niet zo goed voor. Het chassis waarmee het seizoen aangevat werd, was al drie jaar oud en het nieuwe chassis was oncompetitief. Katayama trok daarnaast ook meer de aandacht met crashes dan met goede prestaties. Zijn tiende plaats in de Grand Prix van Hongarije was zijn beste resultaat.
Een jaar later lukt Katayama het plots wel om punten te scoren: hij werd tweemaal vijfde en eenmaal zesde. Daarnaast kwalificeerde hij zich ook een aantal keren uitstekend en zette hij zijn veel ervarener teamgenoot Mark Blundell regelmatig in de schaduw. De volgende twee seizoenen bleef hij bij Tyrrell, maar wist hij geen noemenswaardige resultaten meer neer te zetten. Zijn teamgenoot Mika Salo was meestal ook sneller. In 1994 werd bij Katayama ook kanker in zijn rug vastgesteld en hoewel het niet levensbedreigend was, was het wel erg pijnlijk. Hij kondigde dit echter pas aan na zijn Formule 1-carrière.
Nadat hij Tyrrell verlaten had, kon hij aan de slag bij Minardi. Ook bij het Italiaans team wilde het niet vlotten en hij kondigde tijdens de Grand Prix van Japan zijn afscheid aan.
Hij reed hierna nog in de 24 uur van Le Mans, waarin hij tweede werd. Daarnaast reed hij voor Toyota in de Dakar-rally.
Katayama houdt naast racen ook van bergbeklimmen. Hij beklom in 2006 de Manaslu, de achtste hoogste berg van de wereld. Daarnaast becommentarieert hij voor Fuji TV de Formule 1.